# Bataille de Krasnoï
Sixième Coalition
Batailles
Campagne de Russie (1812)
- Liste des batailles
- Mir
- Moguilev
- Ostrovno
- Vitebsk
- Kliastitsy
- Smolensk
- 1re Polotsk
- Valoutina Gora
- Moskova
- Moscou
- Winkowo
- 2e Polotsk
- Maloïaroslavets
- Gorodnia
- Czaśniki
- Viazma
- Smoliani
- Krasnoï
- Bérézina

Campagne d'Allemagne (1813)
- Dantzig
- Lunebourg
- Möckern
- Lützen
- Bautzen
- Reichenbach
- Haynau
- Luckau
- Hoyerswerda
- Lauenbourg
- Goldberg
- Gross Beeren
- Katzbach
- Dresde
- Kulm
- Dennewitz
- Peterswalde
- Liebertwolkwitz
- Leipzig
- Hanau
- Sehested
- Torgau
- Hambourg

Campagne de France (1814)
- Sainte-Croix-en-Plaine
- Besançon
- Mayence
- Metz
- Saint-Avold
- 1re Saint-Dizier
- Brienne
- La Rothière
- Campagne des Six-Jours (Champaubert
- Montmirail
- Château-Thierry
- Vauchamps)
- Mormant
- Montereau
- Bar-sur-Aube
- Saint-Julien
- Laubressel
- Berry-au-Bac
- Craonne
- Coutures
- Laon
- Soissons
- Mâcon
- Reims
- Saint-Georges-de-Reneins
- Limonest
- Arcis-sur-Aube
- Fère-Champenoise
- 2e Saint-Dizier
- Meaux
- Claye
- Villeparisis
- Paris

- Feistritz
- Caldiero (en)
- Trieste
- Mincio

- Hoogstraten (de)
- Anvers
- Berg-op-Zoom
- Courtrai

La bataille de Krasnoï (ou Krasnoje) est une série d’engagements militaires ayant eu lieu du 15 au 18 novembre 1812 entre l’armée impériale russe commandée par le général Koutouzov et la Grande Armée de Napoléon Ier, qui subit de lourdes pertes lors de cette dernière phase de la retraite de Russie. Tandis que Napoléon tentait de faire progresser ses troupes dispersées pour les mettre hors de portée de l’ennemi, les armées russes, tout en cherchant à éviter une bataille rangée, les harcelèrent par une série de manœuvres, d’embuscades et d’engagements.
L’apogée de l’affrontement survint lorsque le 17 novembre, une manœuvre d’intimidation de la Garde impériale dissuada Koutouzov de lancer l’assaut final. Si Napoléon sauva ainsi son armée de l’anéantissement complet à Krasnoï, ce fut au prix d’énormes pertes humaines, les commandants français ayant presque systématiquement été défaits au cours des quatre jours que dura l’engagement.

## Les forces convergent vers Krasnoï

### La retraite de Smolensk
En quittant Moscou le 18 octobre, l’objectif de Napoléon est de faire prendre à la Grande Armée ses quartiers d’hiver au dépôt de ravitaillement de Smolensk, 430 kilomètres à l’Ouest. Durant les trois semaines qui suivent, l’armée doit faire face aux privations, à la perte de moral, au relâchement de la discipline, au manque de chevaux et de ravitaillement et aux incessantes attaques des Cosaques et des partisans. Les conditions s’aggravent particulièrement dès les deux premières semaines de novembre avec l’offensive du général Hiver, le fameux hiver russe durant lequel la température descend bien en dessous de zéro degré.
Tant bien que mal, l’armée française arrive à Smolensk le 9 novembre. Avec les engagements qui suivent le départ de Moscou : à Winkowo, Maloyaroslavets, Polotsk, Czaśniki et Viazma, seuls 40 % des troupes sont encore en état de combattre. Dans ces conditions dramatiques, Napoléon se rend compte que la position de Smolensk est intenable et choisit de poursuivre la retraite.
Le nouveau but stratégique de la Grande Armée est désormais de gagner l’important dépôt de Minsk, encore plus à l’ouest, pour y prendre les quartiers d’hiver. Ayant perdu le contact avec Koutouzov au cours des deux semaines précédentes, Napoléon croit à tort que l’armée russe est aussi affaiblie que l’armée française. Ne s’attendant pas à une offensive de la part des Russes, il commet l’erreur de reprendre la marche par petites unités et sur plusieurs jours, à partir du 11 novembre. Ainsi, à l’approche de Krasnoï, les colonnes françaises s’étendent sur plus de 60 kilomètres et les unités ne sont pas en ordre de bataille.
Le 14 novembre, les corps de Poniatowski et Junot en tête de l’armée française, passent Krasnoï et continuent leur marche à l’ouest vers Orcha. Le lendemain, 15 novembre, Napoléon, avec ses 16 000 hommes de la Garde impériale, arrive à son tour à Krasnoï où il pense rester quelques jours, afin de permettre aux 6 000 hommes du IVecorps d’Eugène de Beauharnais, les 9 000 hommes du Ier corps de Davout, et les 8 000 hommes du IIIe corps de Ney, de le rejoindre pour poursuivre la retraite, mais les hommes de ce dernier, qui constituaient l’arrière-garde, ne quittent Smolensk que le 17. Près de 40 000 hommes marchent, désorganisés, entre, dans et autour de ces divisions.

### La marche au sud de Koutouzov
L’armée russe de Koutouzov suit les Français sur une route parallèle plus au sud, en évitant les régions économiquement dévastées par les précédentes campagnes. Elle arrive donc en meilleur état que la Grande Armée à l’approche de Krasnoï.
Se fondant sur des renseignements fallacieux, Koutouzov estime que seul un tiers de l’armée française est en train de faire retraite sur la route de Krasnoï à Orcha, et que Napoléon, avec le gros de ses forces, marche beaucoup plus au nord. Il accepte donc le plan de son officier d’état-major, le colonel Toll, de marcher sur Krasnoï et d’anéantir ce qu’il considère comme une colonne française isolée.
Les Russes prennent position à Krasnoï le 15 novembre, dès l’arrivée des 3 500 hommes de l’avant-garde d’Ożarowski (en). Dans la journée, 17 000 fantassins du général Miloradovitch prennent position le long de la route de l’est, menant de Krasnoï à Smolensk. Koutouzov gagne Krasnoï, le 16, avec 35 000 hommes.
Au total, Koutouzov a sous ses ordres 52 000  à   60 000 hommes, incluant une importante cavalerie et 500 canons. 20 000 cosaques irréguliers harcèlent par petites unités les Français, tout le long des 60 kilomètres de la route de Krasnoï à Smolensk.

## La déroute d’Ożarowski

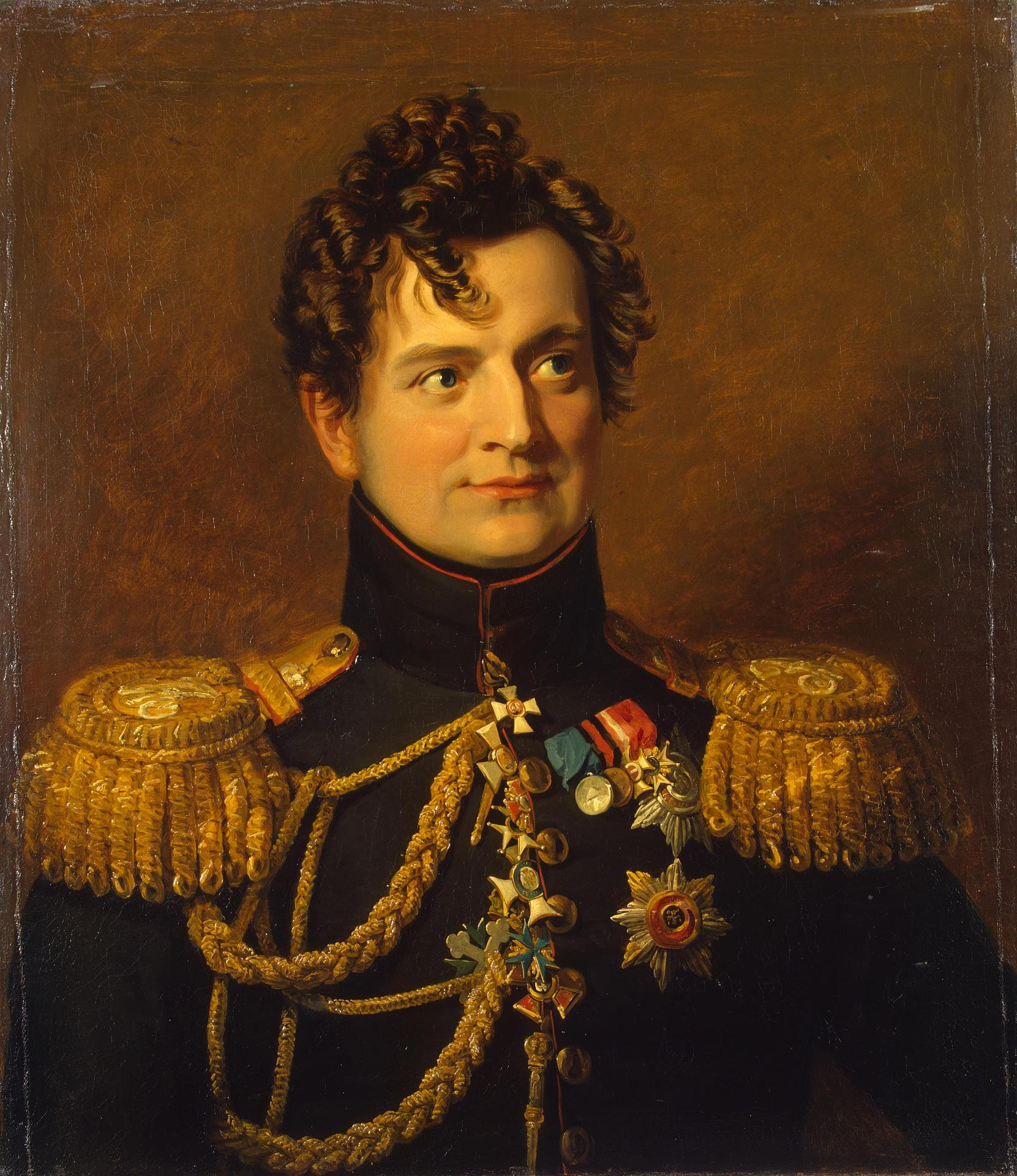
Adam Ożarowski

Les premières actions ont lieu le 15 novembre, dans et autour de Krasnoï. Napoléon, qui commande personnellement 16 000 hommes de la garde impériale, marche sur les hauteurs situées le long de la route, où sont postés les 17 000 hommes de Miloradovitch. Impressionné par l’ordre et le calme des unités d’élite de la Garde, ce dernier décide de ne pas les affronter mais de les bombarder à distance. Les canons russes n’empêchent cependant pas la Garde de poursuivre, sans grands dommages, vers Krasnoï.
La garde impériale est harcelée dans l’après-midi, sur la route près de Nikolino et Lyskovo, par les Cosaques du général Orlov-Dénissov. Le prince Denis Davidov, chef des francs-tireurs russes, et témoin oculaire de cette rencontre, a dépeint avec éloquence le comportement de la Vieille Garde et de Napoléon.
« … Dans l’après-midi, on a aperçu la vieille garde, entourant Napoléon… les soldats ennemis, tout en observant notre indiscipline mais tenant leurs fusils prêts, ont continué leur chemin sans se hâter… Comme un bloc de granit, ils semblaient invulnérables… Je n’oublierai jamais l’incroyable résolution de ces soldats, pour qui la menace de la mort est une expérience quotidienne et familière. Avec leurs grands chapeaux en peau d’ours, leurs uniformes bleus, leurs ceintures blanches, leurs panaches rouges, leurs épaulettes, ils ressemblaient à des pavots sur le champ de bataille enneigé… Colonne après colonne, nous dispersant avec leurs fusils et se moquant de notre dérisoire chevalerie… La garde impériale avec Napoléon parmi eux traversa les rangs de nos Cosaques comme un navire de 100 canons aurait traversé une flottille de bateaux de pêche. »
Plus tard dans la journée, Napoléon et sa Garde entrent dans Krasnoï. Ses troupes chassent les escadrons de cosaques d’Ożarowski (en) qui défendaient la ville. Napoléon envisage alors rapidement de rester à Krasnoï quelques jours pour permettre au reste de son armée de se regrouper.
Peu après minuit, Napoléon repère les feux de camp des 3 500 cosaques d’Ożarowski près de Koutkovo, au sud de Krasnoï. La position est dangereusement isolée de l’armée principale de Koutouzov. Napoléon envoie la Jeune Garde dans une attaque surprise contre le cantonnement russe, qui n’est protégé que par des piquets. L’opération est d’abord confiée au général Rapp mais, au dernier moment, Napoléon le remplace par le général Roguet. Celui-ci divise ses troupes en trois colonnes et entame une silencieuse marche sur le camp d’Ożarowski. Les Russes sont pris par surprise et malgré une farouche résistance, sont totalement mis en déroute. Pas moins de la moitié sont tués ou capturés. Les autres jettent leurs armes dans le lac voisin et fuient vers le sud. Manquant de cavalerie, Roguet n’est cependant pas en mesure de les poursuivre.

## La défaite d’Eugène

### Les attaques de Miloradovitch

Eugène de Beauharnais

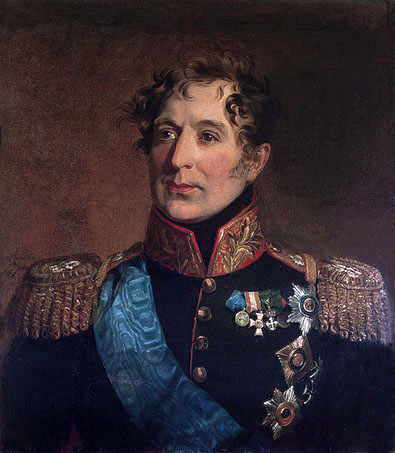
Mikhaïl Andreïevitch Miloradovitch

Le lendemain, 16 novembre, est un meilleur jour pour les Russes. Les soldats de Miloradovitch coupent la route menant à Krasnoï et infligent de lourdes pertes au IVe corps d’Eugène de Beauharnais qui perd 2 000 hommes, soit un tiers de son effectif, ainsi que le train des bagages et son artillerie. Eugène n’est sauvé de l’anéantissement total que parce que Koutouzov, qui redoute que les escarmouches ne se transforment en bataille rangée, ordonne à Miloradovitch de limiter ses attaques et de repositionner ses troupes plus près de l’armée principale à Chilovo. L’assaut final de Miloradovitch étant reporté au lendemain, les cosaques se contentent donc de continuer à harceler les Français.

### Koutouzov à Chilovo
Plus tôt dans la journée, l’armée principale de Koutouzov arrive enfin à moins de 8 kilomètres de Krasnoï et prend position autour des villages de Novossiolki et Chilovo, plutôt que d’attaquer immédiatement.
Ce soir-là, sous la pression de ses subordonnés qui veulent en finir avec les Français, Koutouzov accepte de passer à l’offensive, mais il commande fermement de ne porter l’attaque que le lendemain à la lumière du jour.
Le plan russe prévoit trois attaques. Miloradovitch doit rester à l’est, près de Lyskovo, et attaquer les IVe corps d’Eugène et le Ier corps de Davout. L’armée principale se sépare en deux groupes à Novossiolki et à Chilovo. Le prince Galitzine avec 15 000 soldats avancera directement au nord à travers Ouvarovo. Alexandre Petrovitch Tormassov, avec 20 000 soldats encerclera Krasnoï par l’ouest et marchera à travers Koutkovo à Dobroïe, où il devra couper la route de retraite des Français vers Orcha. La colonne volante d’Ożarowski agira indépendamment à l’Ouest et au Nord de Krasnoï.
Le 17 novembre, peu après une heure de l’après-midi, Koutouzov apprend de prisonniers que Napoléon restera à Krasnoï, et n’en sortira pas, comme Koutouzov l’avait prévu, ce qui le fait douter du bien-fondé d’une offensive de l’armée russe.

## La feinte de la Garde

### Davout en danger

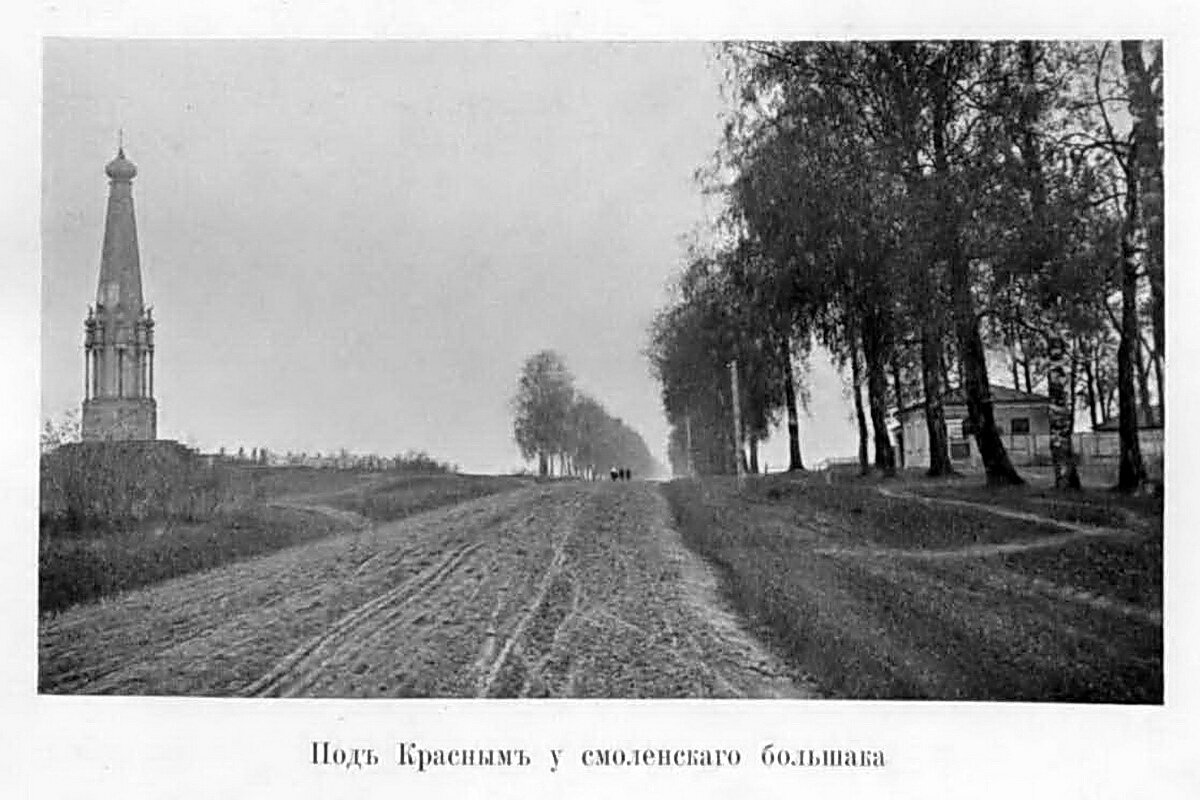
Une photographie rarement vue de 1916 qui capture le mémorial près de Krasnoï, illustrant la route escarpée à l'extérieur de Krasnoï.

À trois heures de l’après-midi, les 9 000 hommes du Ier corps de Davout quittent leur bivouac près de Rjavka et se hâtent vers Krasnoï. Les rapports de la défaite d’Eugène, le jour précédent, sont tellement consternants que Davout estime nécessaire d’abandonner son projet initial d’attendre le IIIe corps de Ney, qui n’a toujours pas quitté Smolensk.
Miloradovitch reçoit la permission de reprendre son attaque par un barrage massif d’artillerie sur Davout près de Ieskovo. Dans la panique, les troupes françaises commencent à fuir par la route, ce qui en fait des proies pour les attaques d’infanterie et de cavalerie des Russes. Le Ier corps est bientôt menacé d’anéantissement.

### Le pari de Napoléon
La situation de Davout et le douloureux événement de la journée précédente alertent Napoléon sur les périls qui menacent son armée. L’attente de Ney et de Davout à Krasnoï n’est plus possible. Une attaque déterminée de Koutouzov serait la fin de la Grande Armée. Atteindre Orcha, 45 kilomètres à l’Ouest avant les Russes pour y trouver quelque approvisionnement est désormais le seul objectif des troupes françaises affamées.
Dans ce moment critique, Napoléon sent que, pour la première fois depuis ces dernières semaines, c’est lui qui a l’initiative. Selon les écrits de Caulaincourt : « La tournure des évènements, qui bouleversait tous les calculs de l’Empereur… auraient submergé tout autre général. Mais l’Empereur était plus fort dans l’adversité, et devenait plus obstiné quand le danger semblait imminent. »
Immédiatement avant la tombée du jour, Napoléon prépare sa Garde impériale pour feindre une offensive contre Miloradovitch et le gros de l’armée russe. L’artillerie de la Grande Armée est rassemblée comme pour le combat, et la Garde se met d’elle-même en colonnes d’attaque. Napoléon fait le pari que cette manœuvre inattendue dissuadera les Russes d’attaquer Davout. Simultanément, les restes du IVe corps d’Eugène poursuivent leur marche à l’ouest de Krasnoï, pour sécuriser la route de retraite vers Orcha.
Napoléon espère repousser les Russes juste assez longtemps pour recevoir les renforts de Davout et de Ney, et reprendre immédiatement sa retraite avant de présenter son flanc à Koutouzov dans son déplacement vers Orcha.

### Sortie de la Garde
À cinq heures de l’après-midi, 11 000 soldats de la Garde sortent de Krasnoï pour sécuriser le terrain aux abords de la ville vers l’est et le sud-est. Tandis qu’une colonne de 5 000 hommes se déplace le long de la route de Smolensk, une autre de 6 000 hommes de la Jeune Garde dirigée par Roguet, marche au sud de la route vers Ouvarovo. Le flanc gauche de la Jeune Garde est protégé par un bataillon d’élite des grenadiers de la Vieille Garde. Selon le terme de Ségur « ils formaient un carré comme une forteresse. » Sur le flanc droit de ces colonnes se trouve le reste de la cavalerie de la Garde. La direction générale de l’opération est confiée au maréchal Mortier.
Sa canne à la main, Napoléon se place à la tête des grenadiers de la Vieille Garde, en déclarant : « J’ai joué assez longtemps à l’Empereur ! Il est grand temps de jouer au général ! »
Face à la détermination de la Garde, Les Russes concentrent leurs colonnes d’infanterie, appuyées par toute la puissance de l’artillerie. La Garde, qui n’a pas assez de canons pour riposter, est malmenée par la puissance de feu de l’ennemi. Selon Ségur : « Les bataillons russes et les positions d’artillerie barraient l’horizon sur les trois côtés - à l’avant, sur notre droite, et derrière nous ».
La réaction de Koutouzov à la sortie des Français est la plus rapide, la plus inattendue et la plus controversée : malgré l’écrasante supériorité numérique de ses troupes, il annule l’offensive prévue. Les Russes passent le reste de cette journée, à distance de la Garde, hors de portée des fusils et des baïonnettes françaises, se contentant de les canonner à distance.

### Combats près d’Ouvarovo

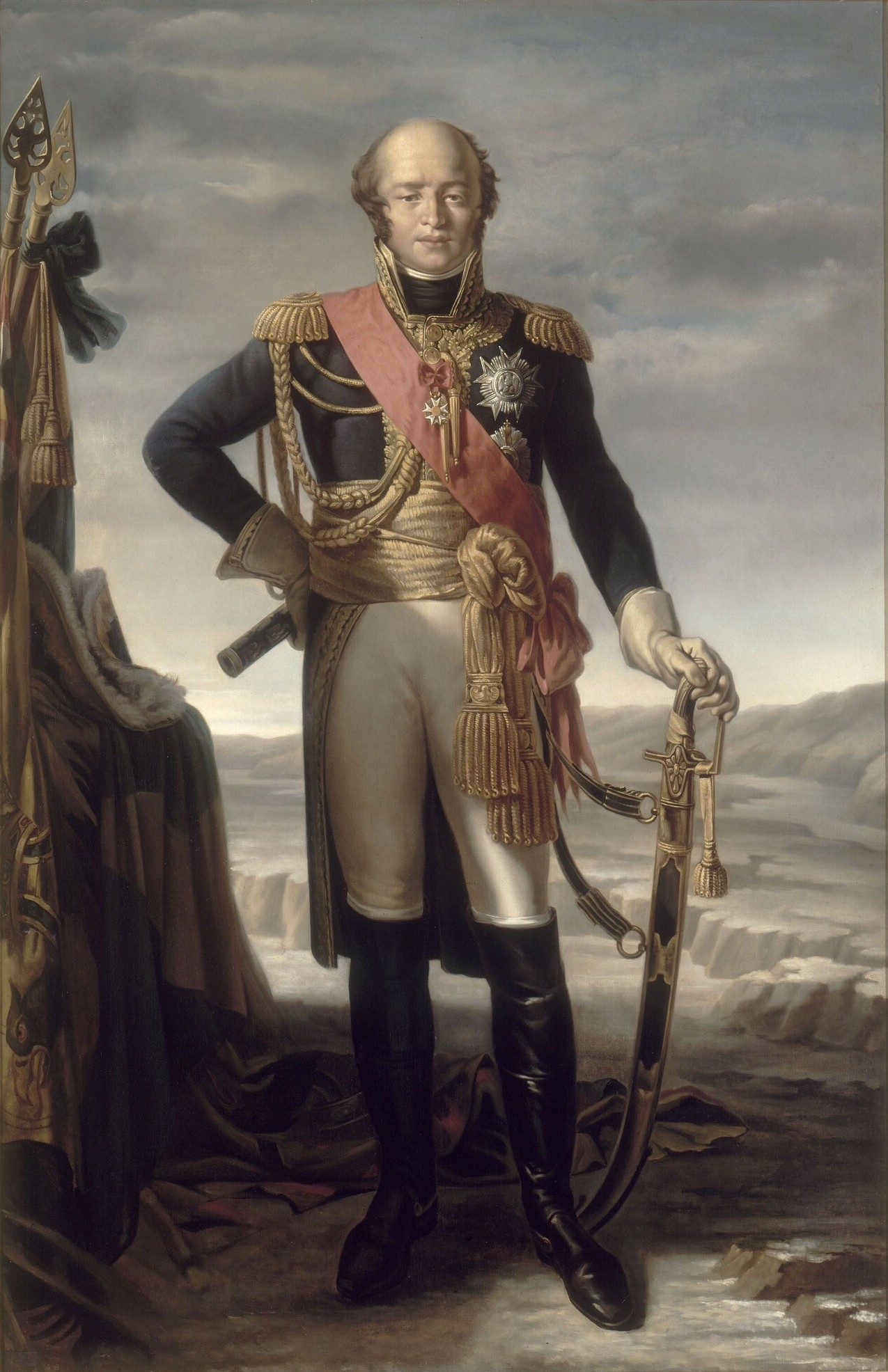
Louis Nicolas Davout

Le peu de combat rapproché, qui a lieu ce jour-là, se déroule dans la matinée et en début d’après-midi autour d’Ouvarovo, où la garde impériale attaque le village pour couvrir le repli de Davout vers Krasnoï.
Ouvarovo, occupé par deux bataillons d’infanterie de Galitzine, ne constitue qu’un faible avant-poste ; les Russes en sont rapidement chassés. Koutouzov ayant interdit à Galitzine de renforcer ses troupes, celui-ci réplique par un barrage d’artillerie dévastateur qui fait payer un lourd tribut à la Jeune Garde.
Afin de masser autant de forces que possible derrière Galitzine, Koutouzov ordonne à Miloradovitch de changer sa position à l’ouest, et de rejoindre les lignes de Galitzine. Les corps de Galitzine et Tormassov ayant déjà fusionné, l’essentiel de l’armée russe constitue une puissante position défensive. Si la décision de réaligner les troupes de Miloradovitch est remarquable, celui-ci n’en perd pas moins, une fois de plus, l’occasion d’en finir avec Davout.
Pendant ce temps, au nord, les troupes de Davout, harcelées par des nuées de cosaques, qui ne font aucune sérieuse tentative pour les arrêter, commencent à arriver à proximité de Krasnoi. L’artillerie russe cause de nombreuses victimes dans les rangs du Ier corps. La plus grande partie du train de bagages de Davout est perdue, mais de nombreux fantassins ont la vie sauve et se rassemblent autour de leur chef à Krasnoï.
Peu après, le général Bennigsen, second en âge après Koutouzov, ordonne à Galitzine de reprendre Ouvarovo. L’attaque de deux régiments de cuirassiers de Galitzine est repoussée par la contre-attaque simultanée d’une colonne de voltigeurs de la Garde qui forme le carré. Cependant, l’attaque suivante des Russes, perfore le carré français, et bientôt la plupart des voltigeurs français sont tués ou capturés. Une deuxième ligne, qui tente de les soutenir, tombe sous une puissante canonnade.
Non loin de là, un autre accrochage a lieu, où le régiment néerlandais de la Vieille Garde est chassé d’une position défensive avec des pertes massives, principalement dues aux tirs d’artillerie. Roguet tente de la soutenir en attaquant les batteries d’artillerie russe avec la Garde du 1er régiment d’infanterie légère, mais cette offensive est atomisée par les tirs et les charges de la cavalerie russes. Seulement cinquante soldats et onze officiers du 1er d’infanterie légère survécurent à cette rencontre.

### Retraite de Napoléon
Autour de 11 heures, comme la garde impériale, malgré de lourdes pertes, tient bon près d’Ouvarovo, Napoléon reçoit des rapports affirmant que les troupes de Tormassov sont prêtes à marcher sur l’ouest de Krasnoï. Cette nouvelle, conjuguée aux nombreuses pertes de la Jeune Garde, décide Napoléon à abandonner son idée de résister assez longtemps pour permettre au IIIe corps de Ney arriver à Krasnoï. Si Koutouzov choisi d’attaquer, la Grande Armée sera encerclée et détruite. Napoléon ordonne aussitôt à la vieille garde de se replier sur Krasnoï, puis de rejoindre le IVe corps d’Eugène, à l’Ouest vers Liady et Orcha. La Jeune Garde, à son point de rupture, reste près d’Ouvarovo, pour être relevée peu après par les troupes de Davout réorganisées à Krasnoï.
La décision de Napoléon semble ne pas avoir été facile à prendre. Ségur décrit les hésitations de l’Empereur :

« Ainsi, le 1er Corps a été sauvé, mais dans le même temps, nous avons appris que notre arrière-garde était à la rupture de sa résistance à Krasnoi, que Ney n’avait probablement pas encore quitté Smolensk, et que nous devions abandonner toute idée de l’attendre. Mais finalement, comme tout semble perdu, il décide de ce qu’il faut faire. Il appelle Mortier, le prend à part, et lui dit : "Il n’y a pas une minute à perdre ! L’ennemi traverse de tous les côtés. Koutouzov peut atteindre Liady, même Orcha et le Dniepr avant moi. Je dois passer rapidement, à la Vieille Garde d’occuper le passage. Davout va vous soulager. Ensemble, vous devez essayer de tenir Krasnoi jusqu’à la tombée de la nuit. Ensuite, vous me rejoindrez". Le cœur lourd avec le désespoir d’avoir à abandonner le malheureux Ney, il se retire peu à peu du champ de bataille, entre dans Krasnoi où il fait une brève halte, puis prend le chemin de Liady. »

— Ségur.
Précédée par une foule de civils fugitifs, le IVe corps sort de Krasnoï par l’ouest. Peu de temps après, la Vieille Garde bouche la route d’Orcha avec des charriots.
Pendant ce temps, près d’Ouvarovo, la capacité de résistance de la Jeune Garde diminue rapidement, et Mortier ordonne la retraite, avant que les troupes restantes ne soit encerclées et détruites. Comme à l’exercice et parfaitement disciplinée, la Garde se retourne et reprend le chemin de Krasnoï, affrontant au passage un terrible barrage d’artillerie.
Le 17 novembre fut probablement la plus sanglante journée de la Jeune Garde. Seulement 3 000 hommes sur les 6 000 qu’elle comptait encore survécurent aux bombardements russes d’Ouvarovo.
La retraite de la Jeune Garde n’a pas pris fin avec son arrivée à Krasnoï. Mortier et Davout redoutaient tellement une attaque de Koutouzov qu’ils rejoignent immédiatement le flot des soldats et des charriots en route vers Liady. Seule une faible arrière-garde commandée par le général Friedrich est laissée à Krasnoï.

### Koutouzov retarde la poursuite

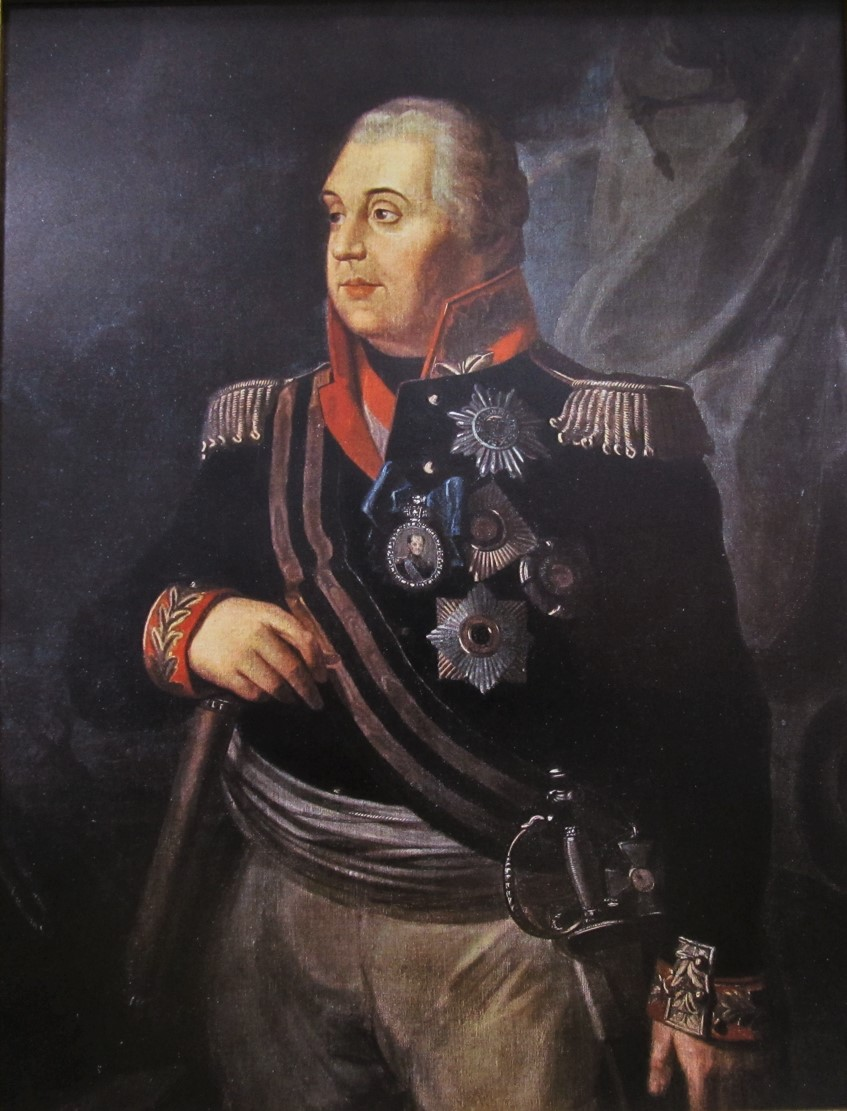
Mikhaïl Illarionovitch Golenichtchev-Koutouzov

Pourtant pendant plusieurs heures, Miloradovitch et Galitzine ne sont pas autorisés à attaquer Krasnoï.
À 14 heures, convaincu que les Français sont en pleine retraite et n’ont pas l’intention de résister à l’avance de ses troupes, Koutouzov permet enfin à Tormassov de commencer un mouvement enveloppant, de l’ouest par Koutkovo, vers le Nord jusqu’à Dobroïe. Cela prend à Tormassov deux heures pour arriver à destination. La possibilité d’encercler et de détruire la Grande Armée était passée.
Vers 15 heures, les troupes de Galitzine s’engouffrent comme un torrent dans Krasnoï. L’arrière-garde de Friedrich est submergée.
Simultanément, les Français rencontrent sur la route de Liady un petit détachement d’Ożarowski et de Rosen. Dans un extraordinaire capharnaüm d’explosions, de wagons renversés, de fugitifs paniqués, Napoléon prend le chemin d’Orcha, protégé par les troupes de Cobert et de La Tour-Maubourg qui tiennent les Russes à distance
Le dernier événement de la journée a lieu dans Dobroïe, lorsque le train de bagages du Ier corps, et les effets personnels de Davout, tombent aux mains des cosaques. Parmi le butin capturé, les Russes s’emparent d’une armure de guerre, une pléthore de cartes du Moyen-Orient, d’Asie centrale et des Indes, et le bâton de maréchal de Davout.
Koutouzov et 70 000 soldats finissent par occuper Krasnoi et ses environs, à la tombée de la nuit du 17. Le maréchal Ney, qui n’a quitté Smolensk que le matin même et qui progresse vers Krasnoï, ne se doute pas encore que la Grande Armée n’en est plus à attendre l’arrivée de son IIIe corps.

## 18 novembre: l’anéantissement de Ney

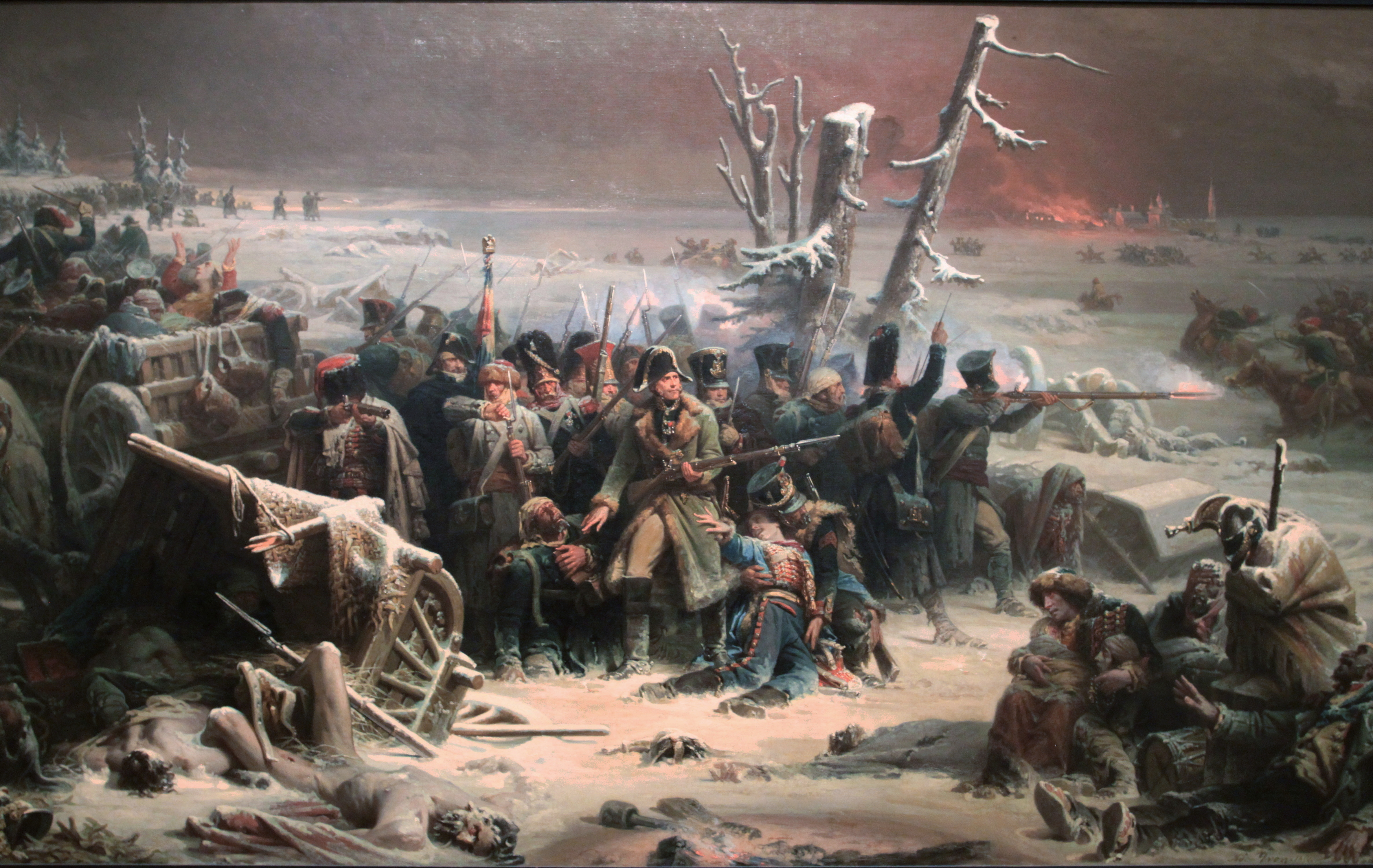
L’héroïque retraite du IIIe corps du maréchal Ney à Krasnoï.

Le 18 novembre à trois heures de l’après-midi, le IIIe corps de Ney se trouve au contact de Miloradovitch, qui a envoyé 12 000 hommes sur une colline surplombant le ravin de la Losmina. Ney a encore 8 000 soldats et 7000 volontaires sous son commandement.
Estimant que Davout est toujours à Krasnoï, directement derrière les colonnes de Miloradovitch, Ney rejette une offre de reddition honorable, et tente de se frayer un chemin à travers les rangs ennemis. Les troupes françaises réussissent à percer les deux premières lignes d’infanterie russe. La troisième ligne cependant contre-attaque. Un témoin oculaire de cet engagement, le général britannique Sir Robert Wilson, décrit la scène :
« Quarante pièces de canon vomirent simultanément leurs flammes et versèrent leur funeste douche sur les assaillants français. La plupart des Russes, criant à l’avance leur "huzza", avait surgi baïonnette au canon et sans un tir de fusil. Une courte lutte sanguinaire s’ensuivit et l’ennemi, ne pouvant tenir tête, fut chassé vers le bas du ravin. Le sommet et les pentes de la colline étaient couverts de Français morts ou mourants ; toutes les armes russes étaient ruisselantes de sang et les blessés, dans leur état désespéré, imploraient "la mort" comme la plus grande pitié qui pourrait leur être administrée. »
La terrible défaite du IIIe corps est si complète que le chevaleresque Miloradovitch fait à Ney une autre proposition de reddition. Encore une fois, Ney refuse de se soumettre, et avec 2 000 rescapés - tout ce qui reste de son armée - parvient à s’échapper, poursuivis dans la forêt par les Cosaques de Platov.
Les deux jours suivants, Ney et son petit parti de braves tentent de se tenir hors de portée des attaques cosaques, marchant à l’ouest par des sentiers, à la recherche de l’armée de Napoléon. Les éléments et les cosaques réduisent bientôt son contingent à seulement 800 survivants. Le 20 novembre, Ney et Napoléon se retrouvèrent enfin près d’Orcha. Pour les troupes françaises complètement démoralisées, cet événement fut considéré comme l’équivalent émotionnel d’une grande victoire.
Le tempérament de Ney face à la défaite de Krasnoï lui valut d’être immortalisé dans les annales de l’histoire militaire. Napoléon lui décernant désormais le titre de « Brave des braves ».

## Conséquences
Le total des pertes françaises à Krasnoï est estimé entre 6 000  et   13 000 morts et blessés et 20 000  à   26 000 disparus ou prisonniers. Parmi les prisonniers se trouvaient Jean-Victor Poncelet, le futur inventeur de la géométrie projective et le peintre Auguste-Joseph Desarnod qui s'installera en Russie.
D'une procession avec 3 400 soldats capturés, 250 hommes sont morts en une nuit à Roslavl, la plupart sont morts à Mglin, où ils sont restés jusqu'à l'été; seuls 400 sont arrivés à Tchernihiv, non loin de Kiev. La prochaine destination était Koursk, puis Voronej et Tambov, ils avaient maintenant parcouru 1 300 km. Le 19 février 1814, les 11 officiers et quatre hommes de troupe sont libérés et retourné via Königsberg et Danzig, puis avait parcouru encore 4 000 km.
Les Français perdirent également près de 200 pièces d’artillerie et une très grande partie de leur train. Les pertes russes sont estimées à moins de 5 000 morts ou blessés. Napoléon ramena avec lui 75 % des combattants des Ier et IVe corps de la garde impériale, gardant ainsi l’espoir d’utiliser ces hommes comme un noyau autour duquel il pourrait reconstruire son armée l’année suivante. Il ne reste plus à Napoléon que 30 000 hommes et 25 canons et plus de cavalerie.
Krasnoï est une victoire russe, mais la jugeant très insuffisante, l’empereur Alexandre Ier fut pris de colère contre Koutouzov, lorsqu’il apprit du vieux maréchal que l’armée française n’était pas totalement anéantie. Néanmoins, en raison de l’immense popularité de Koutouzov dans l’aristocratie russe, Alexandre lui concéda la victoire et le titre de prince de Smolensk.